# Masdevallia pollux
Masdevallia pollux är en orkidéart som beskrevs av Carlyle August Luer och Cloes. Masdevallia pollux ingår i släktet Masdevallia och familjen orkidéer. Inga underarter finns listade i Catalogue of Life.